# 鹿善治
鹿善治，字伯良，北直隸保定府定興縣人，明朝政治人物、賜特用進士出身。鹿善繼同宗堂弟。
其父鹿惺在鄉有義行，鹿善治慨爽有父風。崇禎九年中舉人，十三年以殿試乙榜賜特用，十五年成進士。同年為躲避壬午之役戰亂，舉族隨孫奇逢、杜越、張果中、賈三槐自縣城遷入百樓鄉村不出。

## 家庭
- 高祖父：鹿文通
- 曾祖父：鹿庫
- 祖父：鹿久春
- 父：鹿惺
- 弟：鹿善平，副貢。
- 子：鹿維世，庠生。